# شاتنه-ملبری
شهر شاتُنِه-مَلَبری (به فرانسوی: Châtenay-Malabry) در شهرستان او-دو-سن در ناحیه ایل-دو-فرانس با جمعیت ۳۱٬۸۷۳ نفر در کشور فرانسه واقع شده‌است